# تلجبین
تلجبین (به عربی: تلجبین) یک روستا در سوریه است که در اعزاز واقع شده‌است. تلجبین ۲٬۵۷۹ نفر جمعیت دارد.